# SIGPIPE
В POSIX-системах, SIGPIPE — сигнал, посылаемый процессу при записи в соединение (пайп, сокет) при отсутствии или обрыве соединения с другой (читающей) стороной.
SIGPIPE — целочисленная константа, определенная в заголовочном файле signal.h. Символьные имена сигналов используются вместо номеров, так как в разных реализациях номера сигналов могут различаться.

## Этимология
SIG — общий префикс сигналов (от англ. signal), PIPE — англ. pipe — труба, соединение.

## Использование
Пайп (англ. pipe) однонаправленный канал между процессами, который позволяет одному процессу пересылать данные другому, без необходимости создавать файлы на диске. Когда пайп рвется, процесс, который пытается туда писать получает SIGPIPE.
Наиболее простой вариант пайпа создает шелл Unix, между программами, запускаемыми из командной строки, разделенными символом «|», например, командная строка:
```
dmesg | less
```

создает пайп от программы dmesg (выводящей отладочные сообщения ядра при загрузке) к программе постраничного просмотра less. Если программа less завершится, прежде чем получит весь вывод dmesg, dmesg будет преждевременно завершена сигналом SIGPIPE.
SIGPIPE также может получить программа, работающая с сетевым соединением — сокетом, например, при работе по протоколу TCP из семейства IP.